# Juegos del Pacífico 2023
Los Juegos del Pacífico 2023 fueron la XVII edición del máximo torneo multideportivo de Oceanía y se disputaron en Honiara, Islas Salomón, fue la primera vez que la ciudad organice los juegos.

## Participantes
A continuación, los países participantes junto al código COI de cada uno:
- Australia (AUS)
- Micronesia (FSM)
- Fiyi (FIJ)
- Guam (GUM)
- Isla Norfolk (NFK)
- Islas Cook (COK)
- Islas Marianas del Norte (MNP)
- Islas Marshall (MHL)
- Islas Salomón (SOL)
- Kiribati (KIR)
- Nauru (NRU)
- Niue (NIU)
- Nueva Caledonia (NCL)
- Nueva Zelanda (NZL)
- Palaos (PLW)
- Papúa Nueva Guinea (PNG)
- Samoa (SAM)
- Samoa Americana (ASA)
- Polinesia Francesa (TAH)
- Tokelau (TKL)
- Tonga (TGA)
- Tuvalu (TUV)
- Vanuatu (VAN)
- Wallis y Futuna (WLF)

## Deportes
- Anexo:Fútbol masculino en los Juegos del Pacífico 2023

## Medallero
|  | País anfitrión. |

| Núm.              | País                            | Oro | Plata | Bronce | Total |
| ----------------- | ------------------------------- | --- | ----- | ------ | ----- |
| 1                 | Nueva Caledonia                 | 82  | 57    | 58     | 197   |
| 2                 | Tahití                          | 57  | 53    | 50     | 160   |
| 3                 | Australia                       | 50  | 24    | 10     | 84    |
| 4                 | Samoa                           | 34  | 21    | 21     | 76    |
| 5                 | Papúa Nueva Guinea              | 29  | 37    | 39     | 105   |
| 6                 | Fiji                            | 21  | 30    | 40     | 91    |
| 7                 | Islas Salomón                   | 12  | 36    | 30     | 78    |
| 8                 | Nueva Zelanda                   | 10  | 13    | 12     | 35    |
| 9                 | Nauru                           | 10  | 12    | 6      | 28    |
| 10                | Guam                            | 7   | 4     | 6      | 17    |
| 11                | Islas Cook                      | 5   | 3     | 10     | 18    |
| 12                | Islas Marshall                  | 5   | 3     | 2      | 10    |
| 13                | Islas Marianas del Norte        | 5   | 1     | 6      | 12    |
| 14                | Wallis y Futuna                 | 3   | 6     | 6      | 15    |
| 15                | Vanuatu                         | 3   | 5     | 11     | 19    |
| 16                | Kiribati                        | 3   | 2     | 6      | 11    |
| 17                | Estados Federados de Micronesia | 3   | 1     | 0      | 4     |
| 18                | Tonga                           | 2   | 8     | 9      | 19    |
| 19                | Niue                            | 1   | 0     | 1      | 2     |
| 20                | Tuvalu                          | 0   | 5     | 0      | 5     |
| 21                | Samoa Americana                 | 0   | 3     | 3      | 6     |
| 22                | Palaos                          | 0   | 0     | 3      | 3     |
| 23                | Islas Norfolk                   | 0   | 0     | 1      | 1     |
| -                 | Tokelau                         | 0   | 0     | 0      | 0     |
| Total (24 países) | Total (24 países)               | 342 | 324   | 330    | 996   |